# Selûne
Selûne è una divinità immaginaria appartenente all'ambientazione Forgotten Realms per il gioco di ruolo fantasy Dungeons & Dragons. È una divinità intermedia del pantheon faerûniano.
Il suo simbolo è costituito da due occhi femminili circondati da sette stelle d'argento.
La sua arma preferita è la "Bacchetta delle Quattro Lune", una mazza pesante.
Selûne è la dea della luce e contrasta la sorella malvagia e oscura Shar. Con l'avvento della Spellplague la dea elfica Sehanine Moonbow si è rivelata essere un aspetto di Selûne.